# Novartis

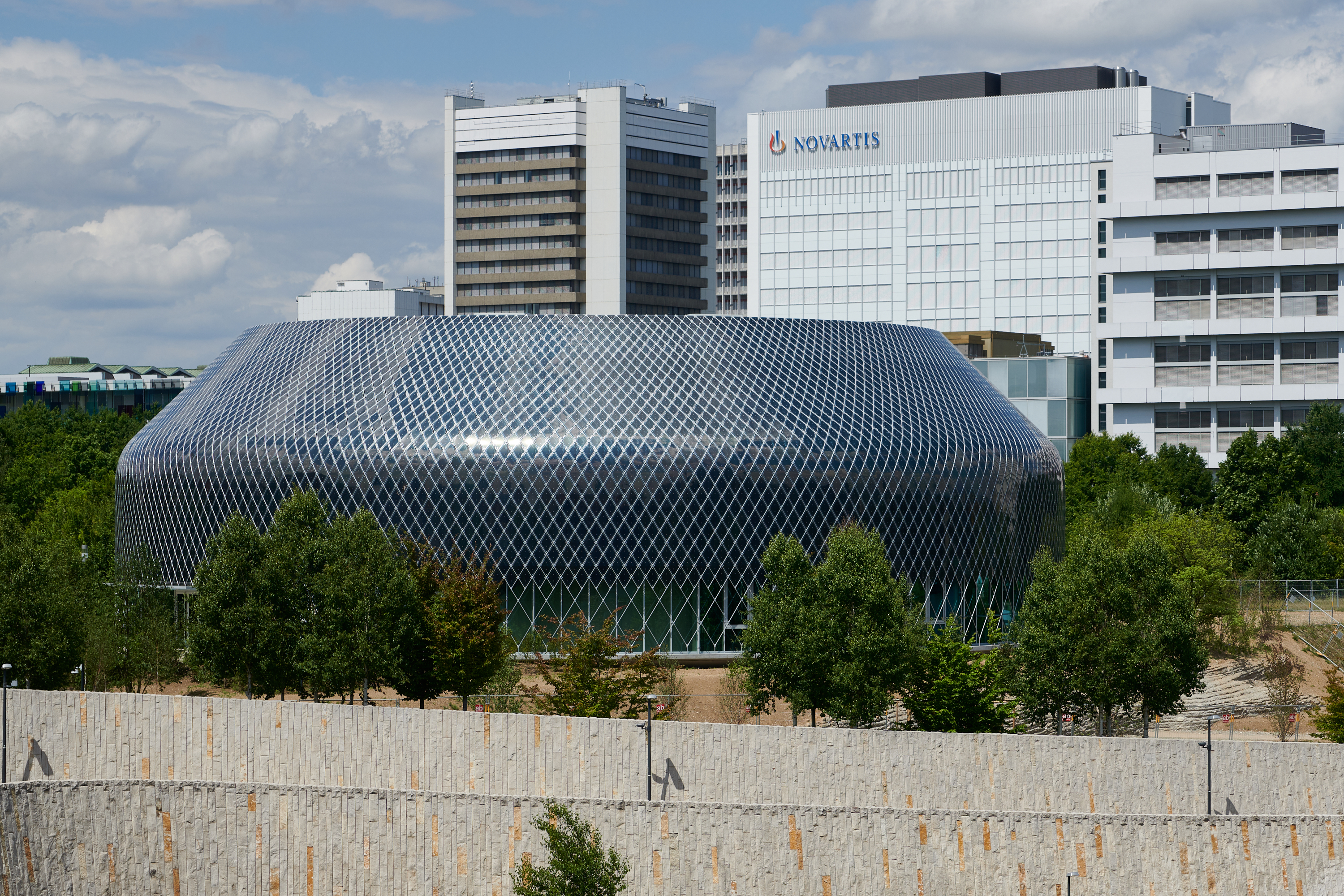
Novartis-Pavillon auf dem Novartis-Campus in Basel (2022)

Die Novartis AG ist ein weltweit tätiger und börsennotierter Biotechnologie- und Pharmakonzern mit Sitz in Basel in der Schweiz. Novartis entstand 1996 aus der damals weltweit größten Unternehmensfusion der beiden Basler Pharma- und Chemieunternehmen Ciba-Geigy und Sandoz und gehört heute in seiner Branche zu den größten der Welt.
Die Kernbereiche des Konzerns ist das Erforschen, Entwickeln, Produzieren und Vertreiben von verschreibungspflichtigen Arzneimitteln. Die Entwicklung in den Bereichen Kardiologie, Neurologie, Immunologie und Onkologie konzentriert sich auf aktuelle Forschungsergebnisse aus Chemie und chemischer Biologie sowie auf innovative Therapien durch Biotherapeutika und Radioliganden, auf RNA basierende Therapien sowie auf Gentherapie und Zelltherapie.
Neben seinem Sitz in Basel, auch als Novartis Campus bekannt, und fünf weiteren Standorten in der Schweiz hat der Konzern Niederlassungen in 56 Ländern. Insgesamt ist Novartis in 140 Ländern aktiv, wodurch Novartis-Medikamente weltweit über 800 Millionen Menschen erreichen. Die Deutschlandzentrale befindet sich in Nürnberg, ein gleichwertiger Standort befindet sich in München. Der Sitz für Österreich befindet sich in Wien.
Novartis ist an der SIX Swiss Exchange, am Swiss Market Index und an der New Yorker Börse gelistet und wird auf der Liste der Forbes Global 2000 geführt. Das Unternehmen kam Ende 2023 auf einen Börsenwert von 227,74 Milliarden US-Dollar, womit es zu den wertvollsten Unternehmen der Welt und zur Spitze unter den wertvollsten Pharmaunternehmen gehört.
Novartis beschäftigt 2024 rund 76.000 Mitarbeiter weltweit, davon etwa 10.000 in der Schweiz, 2.900 in Deutschland und 5.000 in Österreich. Mit 50,3 Mrd. USD Umsatz im Jahr 2024 ist Novartis auch eines der umsatzstärksten Pharmaunternehmen der Welt und gehört zur Top 10 unter den 500 grössten Unternehmen in der Schweiz.

## Vorgängergesellschaften
Novartis geht auf mehrere Basler Unternehmen zurück, die sich alle im 19. Jahrhundert mit der Produktion von Anilinfarbstoffen aus Teer beschäftigten. Neben dem Rhein, der für Brauchwasser und die Entsorgung der festen und flüssigen Abfälle genutzt werden konnte, waren die Anwesenheit von Färbereien, ein gut ausgebauter internationaler Handel, lokales Kapital und ein ausreichendes Angebot an Arbeitskräften wichtige Standortfaktoren für die Entwicklung der Basler Farbstoffindustrie. Die ersten Chemiker und das Know-how für die Farbstoffherstellung kamen aus Frankreich. Ausser der Roche Holding gehen alle Basler Pharmaunternehmen mit Wurzeln im 19. Jahrhundert auf die Teerfarbenproduktion zurück und fusionierten über mehrere Stufen zu Novartis.

### J. R. Geigy
1758 begann Johann Rudolf Geigy-Gemuseus (1733–1793), im Raum Basel mit «Materialien, Chemikalien, Farbstoffen und Heilmitteln aller Art» zu handeln. 1857 richteten Johann Rudolf Geigy-Merian (1830–1917) und Johann Jakob Müller-Pack (1825–1899) ein Farbholz- und ein Farbextraktionswerk am Riehenteich (Rosentalquartier) ein und nahmen zwei Jahre später die Produktion von synthetischem Fuchsin auf.
1901 wurde sein Unternehmen eine Aktiengesellschaft und hiess ab 1914 J. R. Geigy AG. Geigy begann 1935 mit der Produktion von Insektiziden und gründete drei Jahre später eine pharmazeutische Abteilung. Das neue Werk Schweizerhalle wurde errichtet, und der Geigy-Forscher Paul Hermann Müller entdeckte die insektizide Wirkung von DDT, wofür er 1948 den Nobelpreis erhielt. In den 1940er- bis 1960er-Jahren entwickelte Geigy verschiedene Produkte, darunter das Antirheumatikum Phenylbutazon (Butazolidin), Herbizide wie Simazin oder Atrazin, Psychopharmaka wie Imipramin (Tofranil) oder Clomipramin (Anafranil), Bluthochdruckmittel wie das Diuretikum Chlortalidon (Hygroton) oder das Antiepileptikum Carbamazepin (Tegretol; Warenzeichen in Deutschland: Tegretal).
Zu den bedeutenden pharmazeutischen Chemikern der Firma Geigy gehört ab 1948 etwa der Biochemiker, Hygieniker und Bakteriologe Julius Hirsch.
In dieser Zeit wurden Chemieabfälle von Geigy in zahlreichen Deponien der Umgebung entsorgt. Teilweise geben diese noch im 21. Jahrhundert zu reden, da die Altlastensanierung nur ungenügend erfolgt sei, wie beispielsweise bei der Deponie in der französischen Gemeinde Neuwiller.

### Ciba
Alexander Clavel (1805–1873) nahm 1859 die Produktion von Fuchsin in seiner Seidenfärberei in Basel auf. Es war die erste Teerfarbenfabrik auf dem europäischen Kontinent. Umweltauflagen der Stadt zwangen ihn 1864, die Produktion von der Rebgasse in der Kleinbasler Altstadt in eine neu erbaute Fabrik für synthetische Farbstoffe an der Klybeckstrasse zu verlegen. Diese Produktionsstätte verkaufte er 1873 an die neue Bindschedler & Busch, um sich wieder ganz der Seidenfärberei zu widmen. 1884 wurde die Firma in Gesellschaft für Chemische Industrie Basel umbenannt. Deren Abkürzung Ciba wurde so geläufig, dass sie 1945 zum offiziellen Firmennamen erklärt wurde.

Muster einer Sammelaktie der Ciba-Geigy AG vom Mai 1971

Das vom Mülhauser Chemiker Armand Gerber 1864 ursprünglich als Anilinfarbenfabrik A. Gerber & Uhlmann gegründete Anilinfarbenwerk vormals A. Gerber & Cie. wurde 1898 integriert und ergänzte das Fabrikareal an der Klybeckstrasse. 1908 erfolgte die Fusion mit der Basler Chemischen Fabrik mit Werken in Kleinhüningen (Kanton Basel-Stadt) und Monthey (Kanton Wallis). Nach Erzeugnissen wie dem Antiseptikum Vioform oder dem Antirheumatikum Salen um die Jahrhundertwende errichtete Ciba um die 1910er-Jahre Fabriken unter anderem in Clayton (England), Mailand (Italien), Berlin und Russland. 1954 wurde mit der Produktion von Insektiziden begonnen. 1963 kam Deferoxamin (Desferal) zur Behandlung von Eisen- und Aluminiumüberladung in Verbindung mit der Blutkrankheit Thalassämie auf den Markt. Die pharmazeutische Sparte wurde seit der Zeit des Ersten Weltkriegs von Max Hartmann aufgebaut, weitere Chemiker auf diesem Gebiet waren bei der Ciba Rolf Meier, Albrecht Hüni und Albert Wettstein.
Die Ciba Aktiengesellschaft eröffnet auch ein Werk in Wehr (Baden). 1963 begann Ciba mit dem Erwerb von Ilford-Aktien und wurde 1967–1969 schliesslich nach Übernahme der ICI-Anteile Alleinaktionär der britischen Gesellschaft. Damit wurde die Ciba auch zu einem Fotografie-Unternehmen. Ciba förderte und übernahm die Kommerzialisierung des Fernseh-Grossprojektors Eidophor von Edgar Gretener.
1970 fusionierten Ciba und J. R. Geigy zur Ciba-Geigy; ab 1992 trat das Unternehmen als Ciba auf.
Von 1970 bis 1996 betrieb Ciba-Geigy ein Werk, die frühere Ultramarinfabriken Carl Leverkus, in Lautertal (Odenwald).

### Sandoz

Namensaktie über 500 Franken der Sandoz AG vom 15. Oktober 1947

1886 gründeten Alfred Kern (1850–1893) und Edouard Sandoz (1853–1928) das Chemieunternehmen Kern & Sandoz im St.-Johann-Quartier an der Gasstrasse in Basel. Die ersten Farbstoffe, die dort hergestellt worden sind, waren Alizarinblau und Auramin. Nach Kerns Tod wurde 1895 das Partnerunternehmen in die Aktiengesellschaft Chemische Fabrik vormals Sandoz umgewandelt und im gleichen Jahr das fiebersenkende Mittel Phenazon (Antipyrin) hergestellt. 1899 wurde mit der Produktion des Süssstoffes Saccharin begonnen. 1917 begann man unter Arthur Stoll (1887–1971) mit der pharmazeutischen Forschung. Zwischen den Weltkriegen wurden daraufhin Gynergen (1921) und Calcium-Sandoz (1929) auf den Markt gebracht. Seit 1929 stellte Sandoz auch Chemikalien für Textilien, Papier und Leder her, 1939 kamen ausserdem Agrochemikalien dazu. In den 1930er-Jahren wurde das Psychopharmakon LSD entwickelt, das in den 1960er-Jahren wieder zurückgezogen wurde.
Der Aufbau des Werks Schweizerhalle an der Rothaustrasse in Muttenz wurde 1946 begonnen. 1964 wurden erste Auslandsniederlassungen gegründet. 1967 fusionierte Sandoz mit der Wander AG (bekannt für Ovomaltine und Isostar) und übernahm zudem Delmark, Wasa (Knäckebrothersteller aus Schweden) und 1994 Gerber Babynahrung aus den USA.

#### Chemiekatastrophe vom 1. November 1986
Am 1. November 1986 ereignete sich in einer Lagerhalle von Sandoz in Schweizerhalle bei Basel eine Brandkatastrophe. Rund 1300 Tonnen Chemikalien gingen in Flammen auf. Das unter anderem mit Insektiziden verunreinigte Löschwasser gelangte teilweise in den Rhein. Während der Löscharbeiten leitete die zu dem Zeitpunkt noch eigenständige Ciba-Geigy AG 400 kg des hochgiftigen Herbizides Atrazin in den Rhein. Dort wurde ein grosser Teil des tierischen und pflanzlichen Lebens vernichtet. Es dauerte Jahre, bis sich der Fluss wieder erholt hatte. Der Unfall galt als eine der grössten Umweltkatastrophen, die bis dahin stattgefunden hatten, und erschütterte den Glauben an die Sicherheit der chemischen Industrie. Gleichzeitig war er Anlass zum Umdenken im Störfall- und Gewässerschutz. 1995 wurde die Sparte Spezialitätenchemie als eigenes Unternehmen unter dem Namen Clariant AG mit Sitz in Muttenz verselbständigt. Damit gehört auch das ehemalige Werk Schweizerhalle an der Rothausstrasse in Muttenz nicht mehr zu Sandoz.

Auf dem Sandoz-Brandplatz in Schweizerhalle ist eine Deponie zurückgeblieben. Sie enthält Schadstoffe vom Grossbrand vom 1. November 1986. Es gelangen noch immer mehr Brandschadstoffe in das Grundwasser, als zwischen Sandoz und Behörden 1989/90 vereinbart.

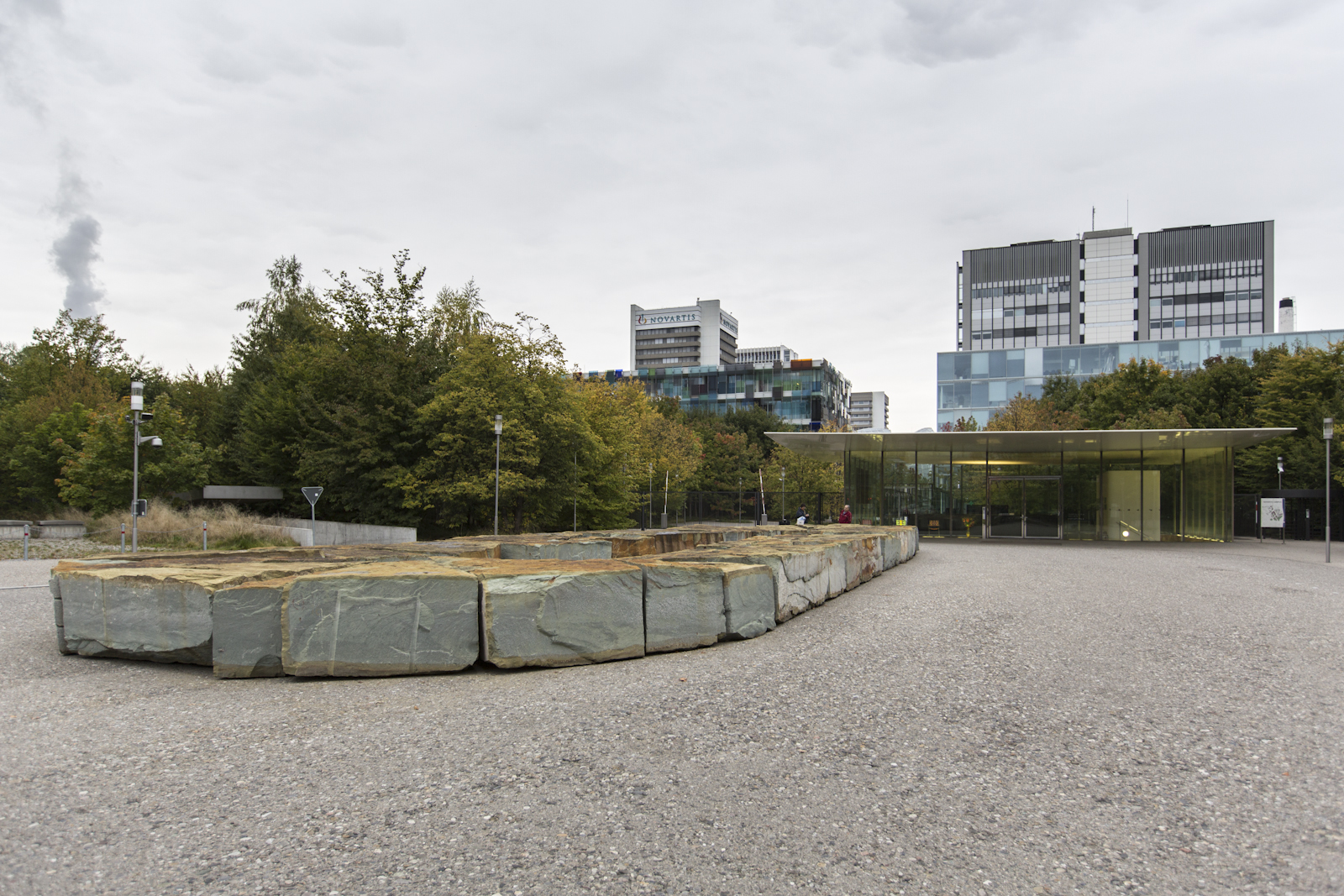
Novartis-Campus in Basel

### Fusion
1996 entstand aus Ciba-Geigy und Sandoz das Unternehmen Novartis. Es war damals die grösste Unternehmensfusion der Welt.

## Entwicklungen seit der Fusion

### Spartenverkäufe
1997 erfolgte die Ausgliederung der Sparte Chemie als eigenes Unternehmen unter dem Namen Ciba Spezialitätenchemie AG mit Sitz in Basel. Mit der Auslagerung des Industriechemikaliengeschäfts, das auch die Farbstoffe beinhaltet, verliess Novartis endgültig seine historischen Wurzeln.
1999 erfolgte die Ausgliederung des Agrarbereichs und dessen Zusammenschluss mit der Agrarsparte von AstraZeneca. Das dabei neu entstandene Unternehmen Syngenta mit Sitz in Basel, an dem Novartis 61 % und AstraZeneca 39 % der Anteile halten, wurde zum weltgrössten Agrarkonzern.
Ebenfalls 1999 wurde der Geschäftsbereich Wasa an die Barilla Alimentare S.p.A. mit Sitz in Parma/Italien sowie die Reformhaus-Marke Eden an die DE-VAU-GE Gesundkostwerk GmbH in Lüneburg verkauft. Am 8. Oktober 2002 gab Novartis den Verkauf seiner Getränkesparte (Ovomaltine, Caotina) für 272,5 Millionen Euro an Associated British Foods bekannt. Am 16. Dezember 2003 kaufte Novartis für 385 Millionen Dollar das Geschäft mit medizinischer Ernährung für Erwachsene von Mead Johnson (damals noch ein Tochterunternehmen von Bristol-Myers Squibb); am 14. Dezember 2006 wurde die Sparte Medizinische Ernährung jedoch für rund 3 Milliarden Franken an Nestlé abgegeben, und im April 2007 wurde auch die Babynahrungssparte Gerber für 5,5 Milliarden US-Dollar an Nestlé verkauft.

### Pharma-Kerngeschäft
Am 31. August 2000 erwarb Novartis die beiden Antiviren-Medikamente Famvir (Famciclovir) und Vectavir/Denavir (Penciclovir) für 1,63 Milliarden Dollar, die ihr bisheriger Eigentümer SmithKline Beecham auf Weisung der Kartellbehörden im Zuge seiner Fusion mit Glaxo Wellcome abgeben musste.
Am 27. März 2007 verkaufte Novartis für 200 Millionen Dollar seine biotechnologischen Produktionsanlagen für das Multiple-Sklerose-Mittel Betaferon (Interferon beta-1b) in den Vereinigten Staaten an die Bayer AG und legte dadurch einen Rechtsstreit zwischen beiden Konzernen bei.
2008 übernahm Novartis ein 52-%-Aktienpaket an seinem Tekturna-Forschungspartner Speedel Holding für 907 Millionen Franken und unterbreitete anschliessend ein Übernahmeangebot für alle noch ausstehenden Speedel-Aktien zu denselben Konditionen.
Im Oktober 2008 erfolgte der Kauf des Lungenmedikament-Geschäfts von Nektar Therapeutics für 115 Millionen Dollar in bar.
2009 arrondierte Novartis sein Produktportfolio zur Therapie von Herz-Kreislauf-Erkrankungen durch die Übernahme des amerikanischen Biopharma-Unternehmens Corthera für 120 Millionen Dollar in bar plus bis zu 500 Millionen Dollar für Meilensteinzahlungen.
2010 verkaufte Novartis die US-Rechte am Medikament Enablex für 400 Millionen Dollar an den irischen Pharmakonzern Warner Chilcott (inzwischen ein Tochterunternehmen von Allergan), 2011 die Rechte am Medikament Elidel für 420 Millionen Dollar an Meda.
Im Januar 2011 kaufte Novartis für 470 Mio. Dollar das auf Krebsdiagnosen spezialisierte US-amerikanische Unternehmen Genoptix.
Im Juli 2015 erwarb Novartis das amerikanisch-australische Unternehmen Spinifex Pharmaceuticals, das ein Medikament (Angiotensin-II-Rezeptor EMA401) gegen peripheren neuropathischen Schmerz entwickelt, für 200 Millionen Dollar in bar plus Meilensteinzahlungen.
Im Oktober 2015 verstärkte Novartis seine Pipeline im Bereich Immuno-Onkologie durch die Übernahme des US-Biotech-Unternehmens Admune Therapeutics sowie zwei Lizenzvereinbarungen mit den Unternehmen Palobiofarma und XOMA Corporation.
2018 kaufte Novartis das Gentherapie-Unternehmen AveXis aus Chicago für 8,7 Milliarden Dollar. AveXis hat das Medikament Zolgensma zur Behandlung der spinalen Muskelatrophie entwickelt, wofür Novartis im Mai 2019 die Zulassung in den USA erhalten hat. AveXis firmiert seitdem unter Novartis Gene Therapies mit aktuell (Stand Oktober 2021) allein sechs gentherapeutischen Projekten in der «Pipeline» (Entwicklung).

### Generika
Am 4. Dezember 2000 übernahm Novartis für 115 Millionen Euro alle sechs europäischen Generika-Töchter des deutschen Chemiekonzerns BASF; am 15. Dezember 2000 folgte der Kauf der US-Rechte an den oral zu verabreichenden und injizierbaren Antibiotika des US-Unternehmens Apothecon, einer Generika-Division seines Konkurrenten Bristol-Myers Squibb.
2003 fasste Novartis seine Generika-Firmen (darunter das 2002 für 1,19 Milliarden Franken übernommene slowenische Unternehmen Lek) unter dem Namen Sandoz zu einem Teilkonzern mit Hauptsitz in Wien zusammen; seither ist Sandoz wieder als Markenname für den Konsumenten sichtbar.
2004 folgte der Kauf des kanadischen Generika-Herstellers Sabex (Injektionsmedikamente) für 565 Millionen Dollar. Im selben Jahr kaufte Sandoz seinem britischen Konkurrenten AstraZeneca dessen für Generika zuständige dänische Tochter Durascan A/S ab.
Nach Übernahme des deutschen Generika-Herstellers Hexal und einer 66-%-Beteiligung am US-Unternehmen Eon Labs für zusammen 5,65 Milliarden Euro in bar verlegte Novartis 2005 den Sandoz-Hauptsitz an den Hexal-Standort nach Holzkirchen.
Im Mai 2009 meldete Sandoz den Kauf des Generika-Geschäfts von EBEWE Pharma, einem österreichischen Hersteller injizierbarer Krebsmedikamente, für 1,4 Milliarden Franken in bar.
2010 kaufte Sandoz das amerikanische Unternehmen Oriel Therapeutics, einen Hersteller generischer Alternativen zu patentierten Medikamenten gegen Asthma und chronisch obstruktive Lungenerkrankungen, für 74 Millionen Dollar in bar sowie bis zu 258 Millionen Dollar beim Erreichen bestimmter Meilensteine.
Im Mai 2012 wurde der Bereich durch den Kauf des Dermatologie-Anbieters Fougera mit Sitz in Melville (New York) für 1,525 Milliarden Dollar weiter ausgebaut.
Sandoz erzielte 2021 Umsätze in Höhe von 9,6 Mrd. USD. Im August 2022 kündigte Novartis die Absicht an, das Sandoz-Geschäft komplett abzutrennen und durch eine 100%ige Ausgliederung ein eigenständiges Unternehmen zu schaffen.

### Augenheilkunde
Am 4. Oktober 2000 schloss die Novartis-Tochter Ciba Vision Corporation die Übernahme des amerikanischen Kontaktlinsen-Herstellers Wesley Jessen VisionCare, Inc. mit Sitz in Des Plaines (Illinois) ab und erwarb dabei 17,5 Millionen Aktien zu je 38,5 Dollar (= 676 Millionen Dollar).
2008 verkaufte Nestlé einen 24,8-%-Anteil am Augenpflegemittel-Hersteller Alcon für 10,4 Milliarden Dollar an Novartis, das dabei auch eine Option auf den Kauf der übrigen 52 % von Alcon im Besitz von Nestlé erhielt. 2010 wurden diese restlichen 52 % für weitere 28,3 Milliarden Dollar übernommen. Im Dezember 2010 erwarb Novartis alle noch ausstehenden Alcon-Aktien für 12,9 Milliarden Dollar, womit sich die Kosten für die Alcon-Übernahme zwischen 2008 und 2010 auf 51,6 Milliarden Dollar summierten.
Das bereits vorhandene Kontaktlinsen-Geschäft Ciba Vision wurde mit Alcon zum neuen Geschäftsbereich Alcon Vision Care verschmolzen.
Im Juni 2018 kündigte Novartis an, Alcon abzuspalten und an die Börse SIX Swiss Exchange sowie an die New York Stock Exchange zu bringen. Der Börsengang erfolgte schliesslich am 9. April 2019. Am Folgetag wurde Alcon in den Swiss Market Index (SMI) aufgenommen. April 2021 übernahm Alcon von seiner früheren Muttergesellschaft Novartis die exklusiven US-Vermarktungsrechte an der Augentropfen-Lösung Simbrinza.
2019 wurde bekannt, dass Novartis das Augenmittel Xiidra – zur Behandlung von Keratoconjunctivitis sicca (Syndrom des trockenen Auges) – von der Firma Takeda Pharmaceutical für 3,4 Milliarden US-Dollar übernehmen will.
Im Bereich geografische Atrophie (GA) ist auch Gyroscope spezialisiert, welches Novertis im Jahr 2022 von Syncona übernommen hat. 2021 hatte Novartis im Bereich Optogenetik bereits Arctos Medical und Vedere Bio übernommen.

### Impfstoffe und Diagnostika
Bereits 1994 hatte der Novartis-Vorgänger Ciba-Geigy eine 49,9-%-Beteiligung an der Chiron Corporation (Biopharmazeutika, Impfstoffe und Bluttests) erworben, die in den folgenden Jahren bis auf 42,3 % schrumpfte. Am 1. September 2005 bot Novartis 40 Dollar für jede noch ausstehende Chiron-Aktie und erhöhte dieses Gebot zunächst auf 45 Dollar pro Aktie und am 4. April 2006 auf 48 Dollar pro Aktie, womit die Chiron-Übernahme 5,4 Milliarden Dollar kostete.
Am 23. Juli 2007 ging Novartis für 270 Millionen Euro plus Meilensteinzahlungen von bis zu rund 100 Millionen Euro eine strategische Partnerschaft mit dem österreichischen Impfstoff-Entwickler Intercell AG ein, die den Erwerb von 4,8 Millionen stimmrechtslosen neuen Intercell-Aktien sowie die Einräumung von Lizenzzugang und Produktoptionen (u. a. für den Einsatz von Intercells IC31-Adjuvans bei neuen Influenza-Impfstoffen) umfasst.
Die in Marburg ansässige Impfstoff- und Diagnostika-Sparte Novartis Vaccines and Diagnostics produziert Grippeimpfstoffe und entwickelt Meningokokkenimpfstoffe. Wegen der Produktion von Impfstoffen gegen Tollwut stand Novartis Marburg 2008 auf einer geheimen US-Liste essenzieller Einrichtungen.
Am 4. November 2009 verkündete Novartis den Kauf einer 85-%-Beteiligung am chinesischen Unternehmen Zhejiang Tianyuan, einem Hersteller von Impfstoffen gegen virale und bakterielle Erkrankungen, für 125 Millionen Dollar.
Am 12. November 2013 gab Novartis den Verkauf seines Bluttransfusionsdiagnostik-Geschäfts für 1,7 Milliarden Dollar an den spanischen Blutplasma-Hersteller Grifols bekannt.

### Verschreibungsfreie Medikamente
Am 12. Februar 2003 verkündete Novartis den Verkauf der US-Rechte an den beiden Butalbital-haltigen Kopfschmerzmitteln Fioricet und Fiorinal an das US-Unternehmen Watson Pharmaceuticals für 178 Millionen Dollar.
Am 15. Juli 2005 kaufte Novartis seinem US-Konkurrenten Bristol-Myers Squibb für 660 Millionen Dollar die Nordamerika-Rechte für die Herstellung und Vermarktung von dessen rezeptfreien Medikamenten ab.

### Umbau des Geschäftsmodells
2013 verlegte die Schweizer Ländergesellschaft von Novartis ihren zentralisierten Hauptverwaltungsstandort von Novartis Pharma, Sandoz Pharmaceuticals, Alcon und Consumer Health nach Rotkreuz ZG.
Am 22. April 2014 verkündete Novartis einen Grossumbau per Tauschgeschäft: Für insgesamt 16 Milliarden US-Dollar übernahm der Konzern die Krebsmedikamente von GlaxoSmithKline (GSK), im Gegenzug gab es 7,1 Milliarden Dollar plus Umsatzbeteiligung für die Novartis-Impfstoffe (ausgenommen die Influenza-Impfstoffe, die für 275 Mio. Dollar an die australische CSL Limited verkauft wurden). Die Tierarzneimittelsparte übernahm Eli Lilly für 5,4 Milliarden Dollar. Das Tauschgeschäft mit GSK wurde am 2. März 2015 abgeschlossen.
Sein OTC-Geschäft brachte Novartis in ein neues gemeinsames Unternehmen mit GSK mit dem Namen GSK Consumer Healthcare ein. Der Anteil von Novartis an GSK Consumer Healthcare liegt bei 36,5 %.
Am 21. August 2015 erwarb Novartis von GSK alle Rechte am monoklonalen Antikörper Ofatumumab für dessen (noch nicht zugelassene) Anwendung gegen Multiple Sklerose (die Rechte in Bezug auf Krebserkrankungen waren bereits im vorherigen Tauschgeschäft enthalten) und leistete dabei eine Zahlung von 300 Millionen Dollar; bei erfolgreicher Zulassung werden weitere Zahlungen fällig, die den Gesamtbetrag auf über eine Milliarde Dollar steigern können.
Am 17. Mai 2016 verkündete Novartis, dass der Bereich Krebsmedikamente als neuer, eigenständiger Bereich Novartis Oncology aus der Sparte der verschreibungspflichtigen Medikamente ausgegliedert wird; Spartenchef David Epstein verlässt das Unternehmen im Zuge der Reorganisation, die beiden Bereichsleiter werden Bruno Strigini für Novartis Oncology und Paul Hudson (zuvor bei AstraZeneca) für Novartis Pharmaceuticals.

### Kapitalstruktur
Im Mai 2001 verkaufte der Roche-Grossaktionär Martin Ebner sein 20-%-Aktienpaket für 4,8 Milliarden Franken an Novartis. Anfang 2003 gab Novartis bekannt, für 2,9 Milliarden Franken seinen Stimmrechtsanteil am Konkurrenten Roche von 21,3 % auf 32,7 % erhöht zu haben. Novartis besass damit fast ein Drittel der 160 Millionen Inhaberaktien von Roche, neben denen jedoch noch 702,5 Millionen stimmrechtslose Genussscheine existieren. Am 4. November 2021 informierten Novartis und Roche gemeinsam über die geplante Entflechtung der beiden Konzerne. Diese wurde Anfang Dezember durch den Rückkauf von rund 50 Millionen eigener Aktien durch Roche vollzogen. Die größten Anteilseigner zum Stichtag 31. Dezember 2024 waren das US-amerikanische Investmentunternehmen Blackrock mit 7,1 % der Aktien und die Einheit Fund Management der Schweizer Großbank UBS mit 5,9 %. Alle übrigen Anteilseigner hielten jeweils weniger als 5 %.

### Abspaltung von Sandoz
Im November 2018 wurde bekannt, dass Novartis Sandoz in den nächsten zwei Jahren in eine eigenständige Einheit umbauen will. Im August 2022 wurde bekannt, dass Sandoz in eine eigenständige Aktiengesellschaft ausgegliedert und an die Börse gehen soll. Am 15. September 2023 konnten die Aktionäre an einer ausserordentlichen Generalversammlung darüber abstimmen. Die Abspaltung und der Börsengang wurden am 4. Oktober 2023 vollzogen. Bis Mitte 2024 soll ein neuer Hauptsitz in Basel bezogen werden. Der zehnköpfige Verwaltungsrat soll u. a. aus folgenden Personen bestehen: Gilbert Ghostine (Verwaltungsratspräsident), François-Xavier Roger, Urs Riedener, Karen Huebscher, Remco Steenbergen, Aarti Shah und Shamiram Feinglass.

## Unternehmensleitung
Vom 21. April 1999 bis Anfang 2010 war Daniel Vasella CEO und zugleich Verwaltungsratspräsident. Sein Nachfolger als CEO wurde Joseph Jimenez. Vasella blieb Präsident des Verwaltungsrats. An der Generalversammlung vom 22. Februar 2013 stellte sich Vasella nicht zur Wiederwahl in den Verwaltungsrat. Sein Nachfolger im Verwaltungsrat und als Verwaltungsratspräsident wurde zum 1. August 2013 Jörg Reinhardt, bis dahin übernahm Vasellas Stellvertreter im Verwaltungsrat Ulrich Lehner die Leitung des Gremiums. Vasella wurde zum Ehrenpräsidenten des Verwaltungsrats ernannt. Von 1999 bis 2021 war Alex Krauer, der erste Verwaltungsratspräsident vor der Fusion, Ehrenpräsident.
Neuer CEO seit Februar 2018 ist Vasant (Vas) Narasimhan, der Joe Jimenez ersetzte.

## Novartis Deutschland
Die Novartis Deutschland GmbH mit Sitz in Nürnberg ist die Länderholding in Deutschland. Die Novartis-Gruppe ist in ganz Deutschland u. a. mit folgenden Unternehmen tätig:
- Hexal AG, Holzkirchen (2023 mit Sandoz abgespalten)[107]
- 1 A Pharma GmbH, Holzkirchen (2023 mit Sandoz abgespalten)[107]
- AEROPHARM GmbH, Rudolstadt
- Salutas Pharma GmbH, Barleben
- Advanced Accelerator Applications Germany GmbH, Bonn
- Eifel Property GmbH, Bonn

## Novartis Österreich

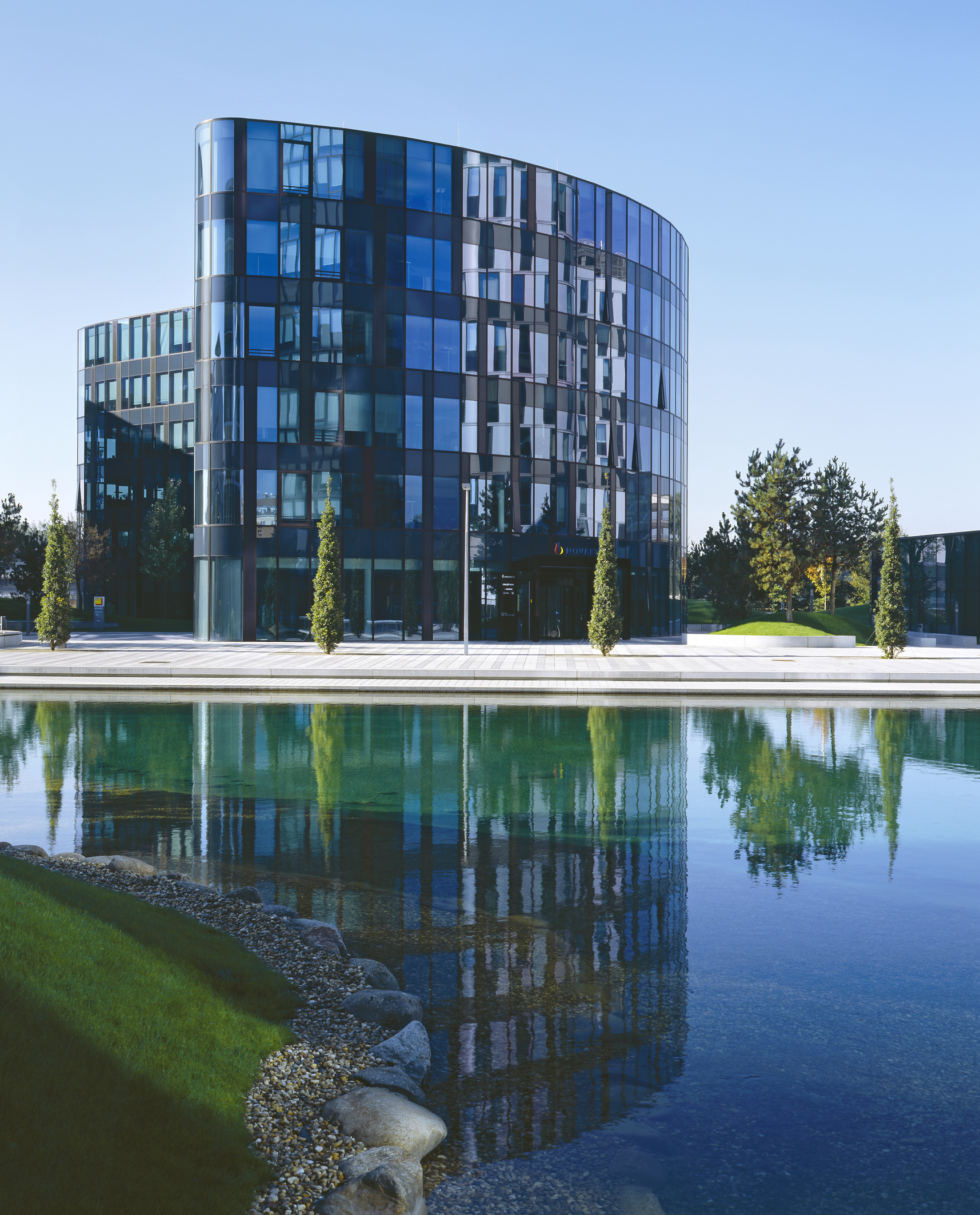
Novartis Österreich Hauptsitz, Wien

Anfang 1970 wurde in Wien, Österreich, das Sandoz-Forschungsinstitut (deutsche Abkürzung: SFI, englische Abkürzung: SRI) gegründet, das nach der Fusion von Sandoz mit Ciba-Geigy im Jahr 1996 in Novartis-Forschungsinstitut (deutsche Abkürzung: NFI, englische Abkürzung: NRI) umbenannt wurde. Dieses Forschungsinstitut wurde ein Teil des 2003 gegründeten Novartis Institutes for Biomedical Research (NIBR).
Das Forschungsinstitut, das rund 220 Personen beschäftigte, wurde Mitte 2008 im Zuge einer Reorganisation geschlossen. Von Juli bis Oktober 2013 wurden alle Gebäude in Wien-Liesing abgebrochen.
Die Novartis Austria GmbH ist die Länderholding der Novartis in Österreich und hat ihren Sitz in Wien, Leopoldstadt. George Zarkalis leitet als Country President die österreichische Novartis-Gruppe, die mit folgenden Unternehmen tätig ist:
- Novartis Pharma GmbH inkl. Vaccines und Forschungseinheit Dermatologie
- Sandoz GmbH
- Alcon Ophthalmika GmbH
- Novartis Consumer Health-Gebro GmbH
- Novartis Animal Health GmbH

Novartis ist mit mehr als 4000 Mitarbeitern das grösste Pharmaunternehmen Österreichs und erzielte im Jahr 2011 in Österreich eine Gesamtwertschöpfung von 1,22 Milliarden Euro. Das entspricht 0,4 % des gesamten Bruttoinlandsprodukt in Österreich. Novartis schafft direkt rund 4100 Arbeitsplätze, indirekt resultieren daraus fast 8800 Arbeitsplätze in Österreich. So arbeitet jeder vierhundertste Arbeitnehmer in Österreich direkt oder indirekt für Novartis.
Die Unternehmen der Novartis-Gruppe sind auf Standorte in ganz Österreich verteilt: Wien, Kundl, Schaftenau, Unterach am Attersee und Fieberbrunn.

## Produkte

### Produkte auf dem Markt
Novartis vertreibt zahlreiche verschreibungspflichtige und verschreibungsfreie Produkte sowie Präparate aus dem Bereich der Tiergesundheit. Hier eine Auswahl bekannter Medikamente, die von Novartis bzw. einem Vorgänger-Unternehmen im Markt eingeführt wurden:
- Aclasta (Zoledronat) zur Behandlung der Osteoporose
- Aimovig (Erenumab) zur Behandlung vom Migräne
- Beovu (Brolucizumab) zur Behandlung der Makuladegeneration
- Diovan (Valsartan), CoDiovan (Valsartan plus Hydrochlorothiazid) zur Behandlung von Bluthochdruck
- Cosentyx (Secukinumab) zur Behandlung der Plaque-Psoriasis, Psoriasisarthritis und axialen Spondyloarthritis
- Elidel (Pimecrolimus) zur Behandlung der Neurodermitis
- Entresto (Valsartan, Sacubitril) zur Behandlung der Herzinsuffizienz
- Exelon (Rivastigmin) zur Behandlung der Alzheimer-Krankheit
- Exforge (Valsartan, Amlodipin) zur Behandlung von Bluthochdruck
- Exforge HCT (Valsartan, Amlodipin, Hydrochlorothiazid) zur Behandlung von Bluthochdruck
- Extavia (Beta-Interferon) zur Behandlung der Multiplen Sklerose
- Femara (Letrozol) zur Behandlung von Brustkrebs
- Gilenya (Fingolimod) zur Verringerung Multiple Sklerose bedingter Krankheitsschübe
- Glivec (Imatinib) zur Behandlung von Leukämie
- Insidon (Opipramol) zur Behandlung depressiver Zustände, Unruhe und Angstzuständen
- Interceptor (Milbemycin) gegen Wurmerkrankungen bei Hund und Katze
- Kymriah (Tisagenlecleucel), ein CAR-T-Zell-Therapie-Wirkstoff gegen eine Akute lymphatische Leukämie (ALL)
- Leqvio (Inclisiran) zur Behandlung von Hypercholesterinämie oder kombinierter Hyperlipidämie
- Mayzent (Siponimod) zur Behandlung der sekundär progredienten Multiplen Sklerose (SPMS)
- Onbrez (Indacaterol) zur Behandlung von COPD
- Rasilez (Aliskiren) zur Behandlung von Bluthochdruck
- Revolade (Eltrombopag) zur Behandlung der Idiopathischen thrombozytopenischen Purpura (ITP)
- Ritalin (Methylphenidat) zur Behandlung der Aufmerksamkeitsdefizitstörung
- Sandimmun (Ciclosporin) zur Verhinderung von Transplantatabstossungen
- Seebri (Glycopyrroniumbromid) zur Behandlung von COPD
- Ultibro (Glycopyrroniumbromid, Indacaterol) zur Behandlung von COPD
- Voltaren (Diclofenac) zur Anwendung bei Schmerzen oder Entzündungen
- Vomacur (Dimenhydrinat) zur Anwendung bei Übelkeit, Erbrechen, Schwindel und Reiseübelkeit/Reisekrankheit
- Xolair (Omalizumab) zur Anwendung in der Asthmatherapie
- Zolgensma (Onasemnogene abeparvovec-xioi) zur (Gentherapie) der spinalen Muskelatrophie
- Zometa (Zoledronat) zur Behandlung der tumorinduzierten Hyperkalzämie

## Sponsoring

### Novartis Foundation
Das Unternehmen Novartis ist Trägerin der Novartis Foundation (ehemals: Novartis Stiftung für Nachhaltige Entwicklung). Ihr Präsident und Geschäftsführer war bis 2013 Klaus M. Leisinger. Seither wird die Stiftung von Ann Aerts geführt, Präsident des Stiftungsrats ist Jörg Reinhardt.
Die Novartis Foundation ist Initiator von Projekten zur Verbesserung der Gesundheit in Entwicklungsländern.
Schwerpunkte der Arbeit sind unter anderem die Bekämpfung von Lepra, Malaria und Tuberkulose sowie die Unterstützung von AIDS Waisen. Die Novartis Foundation forscht und publiziert im Bereich der Unternehmensethik und fungiert als Schnittstelle zwischen dem Privatsektor und internationalen Organisationen.

### Förderungen
Gemeinsam mit der Deutschen Migräne- und Kopfschmerzgesellschaft verleiht Novartis den mit 100.000 Euro dotierten Soyka-Förderpreis für Schmerztherapie.

### Sport
Die Novartis ist Trikotsponsor und «Leading Partner» des FC Basel bis zum 30. Juni 2025. Ausserdem sind sie Sponsor des EV Zug.

## Novartis Campus

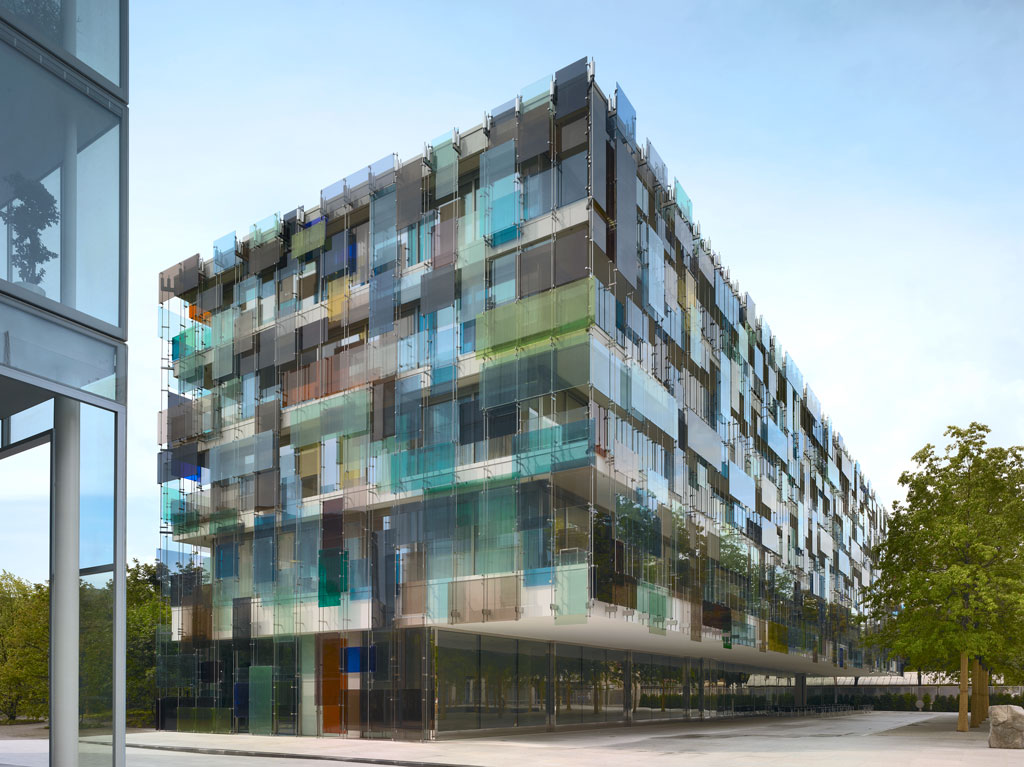
Das Forum 3 von Diener & Diener auf dem Novartis Campus, Basel

Das alte Produktionsareal St. Johann in Basel mit 20 Hektar Fläche wurde neu gestaltet, die Infrastruktur erneuert und in «Campus des Wissens» umbenannt. Im Endausbau werden im «Novartis Campus» 10'000 Arbeitsplätze zur Verfügung stehen. Der rechtwinklig angelegte Masterplan stammt von Vittorio Magnago Lampugnani. Die ersten vier Bürobauten stammen von den Architekten SANAA, Peter Märkli, Vittorio Magnago Lampugnani und Roger Diener mit Helmut Federle und Gerold Wiederin, das erste Laborgebäude von Adolf Krischanitz. Bis 2012 kamen sechs Labor- und drei Bürobauten dazu. Das Gesamtprojekt ist bis 2030 angelegt, mit geplanten Gesamtinvestitionen von 2 Milliarden CHF.
Für Erweiterungen ihres Areals bezahlte Novartis der Stadt Basel 100 Millionen CHF. Der Hafen St. Johann wurde aufgehoben und Novartis dehnte ihre Fläche zum Rhein hin aus. Die Hüningerstrasse, die das Werkgelände durchschneidet, wurde geschlossen und überbaut. Für die Öffentlichkeit wurde ein frei zugänglicher Uferstreifen am Rhein gestaltet. Im Nordwesten des Areals sollte eine Hochhauszone entstehen, geplant waren zwei 120 Meter hohe Türme. Bei Novartis soll ein Hochschulzentrum für Life Sciences entstehen.
Im Januar 2020 gab die Novartis bekannt, dass der bisher nur eingeschränkt zugängliche Novartis Campus geöffnet wird. Im ersten Schritt wurde das Areal bereits für externe Start-ups, Institute, Unternehmen und Partner geöffnet. Dafür entstand bis Oktober 2021 in dem Park neben dem Campus ein zweigeschossiger Pavillon des Architekten und Designers Michele de Lucchi. Am 5. April 2022 wurde der Bau mit Café, Versammlungsräumen und Besucherzentrum eröffnet. Seit Oktober 2022 ist der Campus während der Arbeitszeiten auch für die Öffentlichkeit zugänglich.

## Kritik
In Deutschland geriet der Konzern 2007 scharf in die Kritik wegen des Preises für das neu zugelassene Medikament Lucentis (Wirkstoff Ranibizumab) zur Behandlung der feuchten altersbedingten Makuladegeneration. Es ist etwa 50-mal teurer als das bis dahin vorrangig eingesetzte Avastin, das allerdings nicht für diesen Einsatz zugelassen ist. Mit der Zulassung von Lucentis darf Avastin nun nicht mehr verschrieben werden. Kritiker sehen in dem neuen Medikament lediglich eine Weiterentwicklung von Avastin, Novartis spricht dagegen von einem völlig neu entwickelten Medikament. Experten schätzen die Mehrkosten für das Gesundheitssystem allein durch dieses Medikament auf mehrere Milliarden Euro. Wolf-Dieter Ludwig, der Vorsitzende der Arzneimittelkommission der Deutschen Ärzteschaft, warf dem Konzern vor, dass er «für sein Monopol einen horrenden Preis» verlange. Novartis sieht nach eigenen Berechnungen eine deutlich geringere Belastung für das Gesundheitssystem und verhandelt mit der Kassenärztlichen Bundesvereinigung und den Krankenkassen über einen Preisnachlass.
Das Unternehmen erhob Klage gegen den Staat Indien, da dessen Patentrecht die Herstellung von deutlich verbilligten Generika vorsieht. Indien ist durch seine Patentrechtregelung, die keinen Patentschutz beispielsweise bei nur geringfügig veränderter Wirkstoffzusammensetzung vorsieht, zu einem wichtigen Ursprungsland von Generika geworden. Die Klage von Novartis wird vor allem von NGOs wie Ärzte ohne Grenzen stark kritisiert, da bei einem Urteil gegen die indische Regierung Millionen Menschen weltweit ohne bezahlbare medizinische Hilfe dastünden. Die Klage wurde am 7. August 2007 abgewiesen, da sich das indische Gericht für unzuständig erklärte und Novartis an das Schlichtungstribunal der WTO verwies. Novartis erhielt für das Jahr 2007 den Negativaward von «Public Eye on Davos».
Im Oktober 2007 wurde Novartis «für die Bespitzelung ihrer Arbeitnehmerinnen und Arbeitnehmer» mit dem Negativpreis Big Brother Award in der Kategorie «Arbeitswelt» ausgezeichnet.
Im Mai 2010 wurde Novartis von einem Bezirksgericht in New York zu Strafzahlungen von 250 Millionen US-Dollar sowie zu Schadenersatzzahlungen an weibliche Angestellte in Höhe von 3,36 Millionen Dollar verurteilt, da ein Tochterunternehmen in den USA weibliche Angestellte in der Zeit von 2002 bis 2007 benachteiligt hatte. Novartis wies die Anschuldigungen zurück und kündigte daraufhin Berufung an. Im Juli 2010 schloss Novartis einen Vergleich mit den Klägern. Das Unternehmen kündigte an, 152,5 Millionen US-Dollar an die Betroffenen zu zahlen. Zudem will Novartis 22,5 Millionen US-Dollar für Programme zur Förderung von Frauen und die Verbesserung seiner Richtlinien ausgeben.
Am 1. Oktober 2010 einigte sich Novartis mit dem US-Justizministerium auf Strafzahlungen von insgesamt 422,5 Millionen Dollar, nachdem ehemalige Novartis-Mitarbeiter als Whistleblower vor Gericht bestätigt hatten, dass das amerikanische Tochterunternehmen Novartis Pharmaceuticals Corporation durch Bestechungszahlungen an Beschäftigte im Gesundheitswesen versucht hatte, die Verschreibung der Medikamente Trileptal, Diovan, Exforge, Sandostatin, Tekturna und Zelnorm zu fördern.
Im März 2012 wurde bekannt, dass Novartis in Deutschland systematisch Patientendaten ausspioniert haben soll, indem Ärzte zum Zweck der Senkung der Abrechnungkosten Abrechnungsdaten kopieren und an Novartis weitergeben sollten.
Nach öffentlichen Protesten verzichteten Daniel Vasella und Novartis im Februar 2013 auf ein Konkurrenzverbot für Vasella nach dessen Abgang. Das Konkurrenzverbot wäre mit einer Entschädigung von 72 Millionen Franken für sechs Jahre (d. h. 12 Millionen Franken pro Jahr) verbunden gewesen. Im Juli 2013 gab Novartis bekannt, dass Vasella für «gewisse Übergangsdienstleistungen» zwischen Februar und Ende Oktober 2013 knapp 5 Millionen Franken (4,4 Millionen Euro), davon 2,2 Millionen Franken in Aktien, erhält. Ein bis Ende 2016 laufender Beratervertrag garantierte Vasella 25'000 Dollar je Tag Beratung. Die Mindestsumme betrug 250'000 US-Dollar für jedes der Jahre 2014, 2015 und 2016.